# Římskokatolická farnost Vrbice u Břeclavi
Římskokatolická farnost Vrbice u Břeclavi je územní společenství římských katolíků v rámci hustopečského děkanství brněnské diecéze s farním kostelem svatého Jiljí.

## Historie farnosti
První zmínka o obci pochází z roku 1222. Obec byla původně přifařena do Čejkovic. V roce 1343 bylo rozhodnuto, že desátek z obce má náležet čejkovickému kostelu a kobylský kostel má právo užívat desátek z 6 prostředních lánů ze všech dvaceti v obci. Od roku 1749 obec patřila k farnosti kobylské. Kostel svatého Jiljí byl vystavěný v letech 1913 až 1920.
Stavbu zahájilo bratrstvo sv. Jiljí již v roce 1913, během války však byla stavba zastavena, a kostel byl proto slavnostně vysvěcen až 10. října roku 1920 brněnským biskupem Kleinem. Kostel tehdy ještě neměl vlastního kněze, proto na bohoslužby docházeli kněží z Kobylí. Až 4. října roku 1936 vrbečtí farníci přivítali nového faráře Františka Drábka. 

## Duchovní správci
Farnost je spravována excurrendo z Kobylí na Moravě. Administrátorem excurrendo byl v letech 1996-2006 R.D. Mgr. Pavel Haluza. Následně od 1. srpna 2006 R.D. Mgr. Andrzej Wasowicz. Toho s platností od srpna 2018 vystřídal R. D. Mgr. Tomáš Caha.

## Bohoslužby
| Kostel        | Místo  | Bohoslužba (den)       | Hodina                         | Poznámka     |
| ------------- | ------ | ---------------------- | ------------------------------ | ------------ |
| svatého Jiljí | Vrbice | neděle pondělí čtvrtek | 8.00 17.00 (zima)/18.00 (léto) | Farní kostel |

## Aktivity farnosti
Dnem vzájemných modliteb farností za bohoslovce a bohoslovců za farnosti brněnské diecéze je 28. říjen. Adorační den připadá na 30. prosince.
Bohoslužby o svátcích a slavnostech obohacuje zpěvem chrámová schola Kamínek. Každý týden se při mších střídají lektoři.  Koncem školního roku farnost pořádá farní grilovačku.
Ve farnosti se pravidelně pořádá tříkrálová sbírka. V roce 2016 se při ní vybralo 48 310 korun. V roce 2018 dosáhl výtěžek sbírky 49 233 korun.